# Černíč
Černíč é uma comuna checa localizada na região de Vysočina, distrito de Jihlava.